# Ruwe grasslang
De ruwe grasslang (Opheodrys aestivus) is een slang uit de familie toornslangachtigen en de onderfamilie Colubrinae.

## Naam en indeling
De wetenschappelijke naam van de soort werd voor het eerst voorgesteld door Carl Linnaeus in 1766. Later werd de wetenschappelijke naam Coluber Aestivus gebruikt. De slang behoorde ook tot andere geslachten, zoals Herpetodryas, Leptophis, Cyclophis, Phyllophilophis en Contia.
De soortaanduiding aestivus betekent vrij vertaald 'betrekking hebbend op de zomer'.

### Ondersoorten
De soort wordt verdeeld in twee ondersoorten die onderstaand zijn weergegeven, met de auteur en het verspreidingsgebied.
| Naam                         | Auteur         | Verspreidingsgebied                 |
| ---------------------------- | -------------- | ----------------------------------- |
| Opheodrys aestivus aestivus  | Linnaeus, 1766 | De rest van het verspreidingsgebied |
| Opheodrys aestivus carinatus | Grobman, 1984  | Verenigde Staten; Florida           |

## Uiterlijke kenmerken
Deze slanke slang is aan de rugzijde heldergroen van kleur en heeft een geelachtige onderkant. Het lichaam voelt ruw aan, hetgeen te wijten is aan de gekielde schubben. De lichaamslengte bedraagt tachtig tot 160 centimeter.

## Levenswijze
Deze dagactieve slang leeft voornamelijk in lage vegetatie, zoals struiken en lage bomen, het liefst bij de waterkant. Daar jaagt hij op de daar rijkelijk voorkomende insecten en spinnen. Zelf wordt hij ook belaagd door vogels, grote spinnen en andere slangen. Dan vlucht hij instinctief omhoog, de struiken of andere begroeiing in. Het is een prima klimmer, maar kan ook goed zwemmen. Meestal ligt het dier roerloos of glijdt het langzaam door de vegetatie, maar mocht het nodig zijn, dan kan de slang ook versnellen.
Het legsel bestaat meestal uit drie tot dertien langwerpige eieren.

## Verspreiding en habitat
De ruwe grasslang komt voor in het zuidoosten van de Verenigde Staten, van het oosten van Kansas, van Texas tot aan New Jersey en het zuiden van Florida. De soort wordt ook gevonden in noordelijk en oostelijk Mexico.
De habitat bestaat uit bossen, savannen, graslanden, scrublands en vochtige gebieden zoals moerassen.

## Beschermingsstatus
Door de internationale natuurbeschermingsorganisatie IUCN is de beschermingsstatus 'veilig' toegewezen (Least Concern of LC).